# گلزار لعل ناندا
گلزار لعل ناندا (زاده ۴ ژوئیه ۱۸۹۸ – درگذشته ۱۵ ژانویه ۱۹۹۸) سیاستمدار و اقتصاددان هندی بود.
وی دو بار نخست‌وزیر موقت هند و به مدتِ ۱۳ روز برای هریک بود. نخستین بار، پس از مرگ جواهر لعل نهرو در سال ۱۹۶۴ و دومین بار، پس از مرگ لعل بهادر شاستری در ۱۹۶۶. هر دو نخست‌وزیری وی پس از گزینشِ نخست‌وزیر جدید به وسیلهٔ کنگره ملی هند به پایان رسید. دولت هند ناندا را با جایزه بهارات راتنا در سال ۱۹۹۷ مفتخر کرد.